# Марілія Мендонса
Марілія Мендонса (португальська: Marília Mendonça, 22 липня 1995 — 5 листопада 2021 ) — бразильська співачка, автор пісень та інструменталіст. Марілію вважають найкращою співачкою в Бразилії та одним із найкращих голосів бразильської музики.  
У 2015 році вона випустила свій однойменний дебютний EP, але Мендонса набула популярності лише після випуску свого однойменного першого альбому у 2016 році, який отримав платиновий статус за 240 000 проданих копій. Пісня « Infiel », що увійшла до альбому, стала однією з найпопулярніших пісень у Бразилії та отримала потрійний сертифікат діамантового диска, завдяки чому Марілія отримала національну популярність. 
Мендонса загинула 5 листопада 2021 року, ставши жертвою смертельної авіакатастрофи в П'єдаде-де-Каратінга, Мінас-Жерайс, сусідньому з Каратінгою місті, де вона мала виступити з концертом. 
Вона народилася в Крістіанополісі та виросла в Гоянії . Вона вперше зіткнулася з музикою через церкву і почала писати пісні, коли їй було 12 років. 
Вона розпочала себе як співачка в січні 2014 року через свій перший однойменний EP.  У червні 2015 року вийшла пісня « Імпас », перший сингл співака за участю дуету Henrique &amp; Juliano .  У березні 2016 року він випустив свій перший альбом під назвою Marília Mendonça, до якого увійшли такі пісні, як « Sentimento Louco » та «Infiel», а також участь дуету Henrique &amp; Juliano .  « Infiel » стала другою за частотою звучання піснею на радіо в Бразилії того року, завоювавши національне визнання Mendonça. У жовтні був випущений живий акустичний EP під назвою Agora É Que São Elas з попередніми хітами та флагманською піснею " Eu Sei de Cor ".  

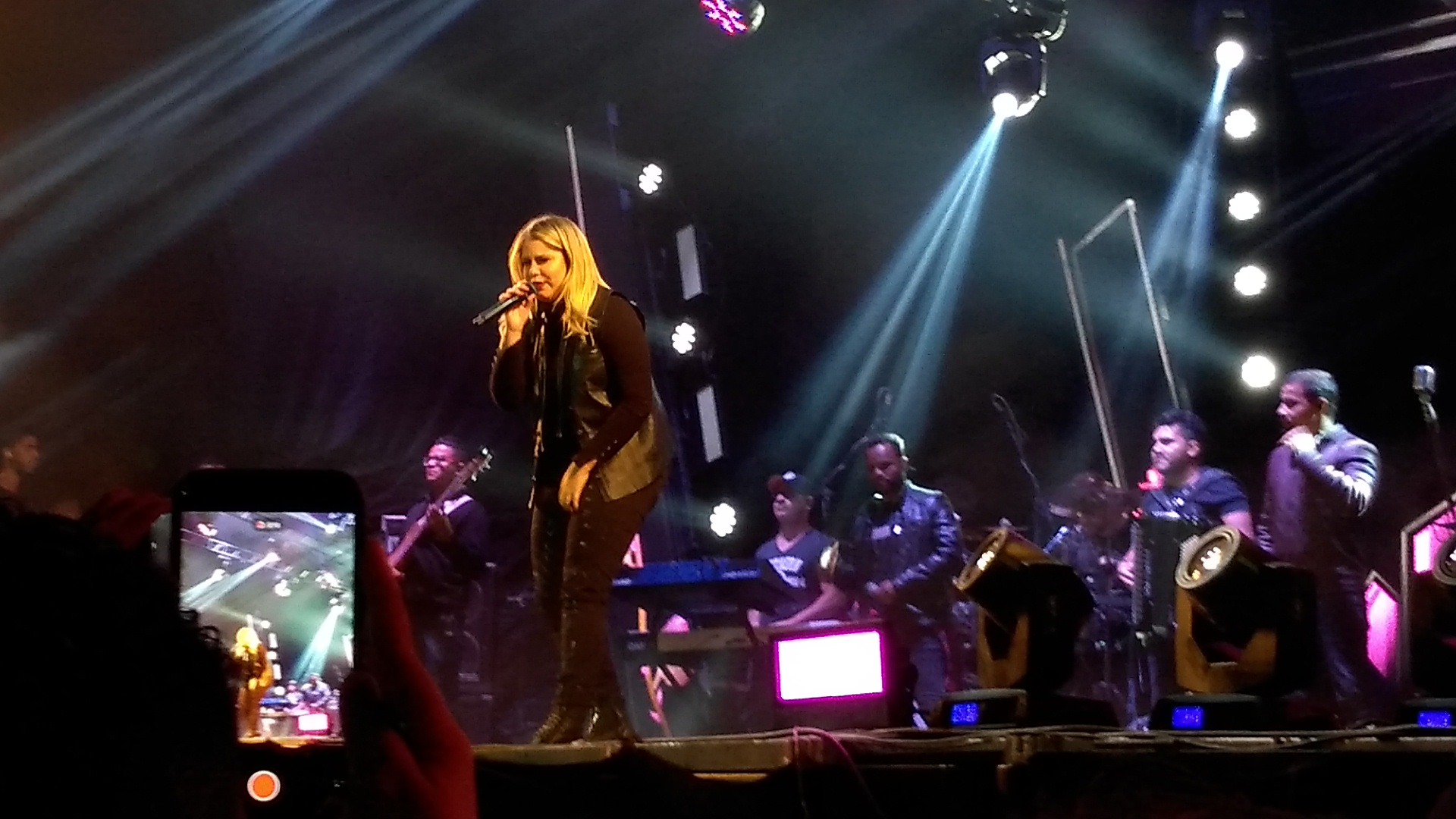
Марілія у 2018 році

У січні 2017 року він випустив ще один однойменний EP з чотирма невипущеними треками.  У березні вийшов їхній другий альбом під назвою <i id="mwaw">Realidade</i> з піснями « Amante Não Tem Lar » і « De Quem É a Culpa? » і знову за участю дуету Henrique &amp; Juliano .   У листопаді він випустив сингл « Transplante » у партнерстві з дуетом Bruno &amp; Marrone .   У липні Мендонса зайняв позицію найбільш слуханого бразильського виконавця на YouTube, посів 13 місце у світі. 
У квітні 2018 року він випустив альбом під назвою Agora É Que São Elas 2 у співпраці з дуетом Maiara &amp; Maraisa . Альбом містить пісні «Ausência» та «Estranho», а також «A Culpa é Dele» за участю Maiara & Maraísa. 
У лютому 2019 року вийшов третій концертний альбом співака під назвою Todos os Cantos, в якому є такі пісні, як « Cumeira », « Bem Pior Que Eu » і « Bebi Liguei ».   Проект був задуманий Марілією, яка мала намір записати пісню в кожному штаті Бразилії. 
У березні стрімінговий сервіс Spotify оголосив, що співачка посідає перше місце в ТОП-10 найслуханіших жінок Бразилії на платформі. 
У травні вийшов другий том альбому <i id="mwmA">Todos os Cantos</i> .  Третій том DVD вийшов у серпні.  У січні 2020 року він випустив сингл « Graveto ».  У лютому 2020 року він випускає сингл « Спроби ».  У травні 2020 року настала черга синглу « Vira Homem ». 
У вересні 2020 року він випустив альбом під назвою Patroas у партнерстві з дуетом Maiara та Maraisa .  У 2021 році він був номінований на премію Latin Grammy як найкращий альбом кантрі-музики . 
У жовтні 2021 року вона випустила альбом під назвою <i id="mwtQ">Patroas 35%</i>, чергову спільну роботу співачки з дуетом Майара і Мараїса . На альбомі увійшли пісні « Everybody But You », « Forget Me If You Can » і « Motel Aphrodite ». 
У березні 2015 року Мендонса почала зустрічатися з бізнесменом Югніром Анджело, з яким вона заручилася в грудні 2016 року. Стосунки закінчилися в серпні 2017 року, виявивши, що вона занадто молода для таких серйозних стосунків.  Підтримуючи випадкові стосунки, у травні 2019 року перекладач зізнався, що перебував у серйозних стосунках протягом п’яти місяців із колегою-музикантом Муріло Хаффом .   У червні вона підтвердила, що вагітна, народивши сина Лео, який народився на вісім місяців раніше терміну, 16 грудня 2019 року в Гоянії, через нормальні пологи .  У липні 2020 року Мендонса оголосив про розлучення з Хаффом. Через кілька місяців пара знову зібралася.
Під час перерви свого концерту Lado B, у ніч на 8 серпня 2020 року, Мендонса згадала про нічний гей- клуб у Гоянії під назвою Diesel, де один із музикантів її гурту поцілував би «найкрасивішу жінку у своєму житті», за словами їй. Крім того, інші учасники гурту сміялися і робили неявні коментарі, маючи на увазі, що хлопець був би з жінкою-транссексуалом . Коментарі співачки негативно вплинули на соцмережі і підняли у Twitter хештег #MaríliaTransfóbica.   

## Смерть
5 листопада 2021 року Мендонса сів на повітряне таксі в Гоянії разом зі своїм продюсером Енріке Рібейро та його дядьком, а також радником Абісіелі Сільвейра Діаш Філью, які прямували до Каратінги в внутрішній район Мінас-Жерайс, де він мав виступити з презентацією. Літак, на борту якого був співак, двомоторний Beech Aircraft 1984 року виробництва, який, за даними ANAC, був справним і мав дозвіл на виконання послуг авіатаксі, розбився в сільській місцевості П'єдаде-де-Каратінга, міста, що сусідить з Каратінгою., після наїзду на мис з електророзподільної вежі CEMIG, за кілька кілометрів від аеропорту, де він приземлився .  Близько 16:30 публіцист артиста оприлюднив прес-реліз, у якому повідомив, що всі пасажири літака вже врятовані та здорові, що згодом пожежники спростували.   Приблизно через годину смерть Мендонси та інших членів екіпажу, включаючи пілота та другого пілота літака, була підтверджена в офіційній заяві.  Його смерть спричинила великий вплив на національні та міжнародні мережі, і кілька артистів оплакували трагедію та вшанували їх у соціальних мережах, як-от Гал Коста, Густаво Міото, Івете Сангало, Дульсе Марія, Роберта Міранда, яку госпіталізували після того, як дізналися про аварію., Жільберто Гіл, Паблло Віттар , Альчоне та інші.  
Після своєї смерті Марілія стала найпопулярнішою виконавицею в глобальних потоках із 28,6 мільйонами трансляцій і мала 74 її пісні в ТОП-200 Spotify у Бразилії. 

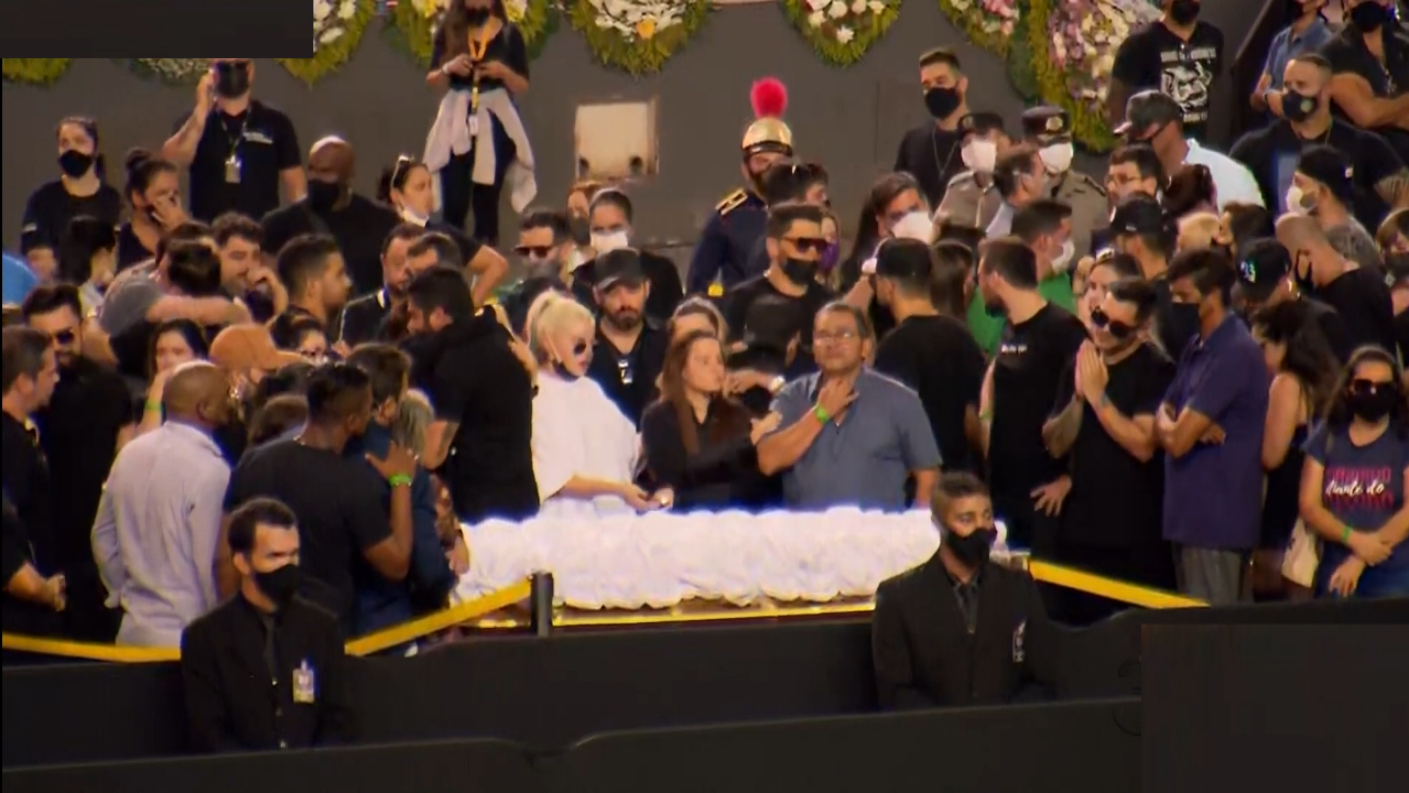
Фотографія поминки Марілії Мендонси та її дядька на арені Гоянія.

Тіло Мендонси та інших жертв, за винятком пілота та другого пілота, покинуло похоронне бюро в Каратінзі на світанку 6 числа  . Вранці тіла Мендонси та його дядька та радника Абісіелі Сільвейра Діаса Філью прибули до Гоянії . Поминки розпочалися на Goiânia Arena о 12:30, спочатку були обмежені членами родини. О 13:00 поминки були відкриті для публіки, і очікується, що через спортзал пройдуть понад 100 000 людей.  Похоронна процесія розпочалася о 17:30, тіла поховали на кладовищі Меморіального парку Гоянії. 

## Дискографія
| сольні альбоми - Marília Mendonça: жити (2016) - Realidade (2017) - Todos os Cantos (2019) - Nosso Amor Envelheceu (2021) | спільні альбоми - Agora É Que São Elas 2 (з Maiara & Maraisa) (2018) - Patroas (з Maiara & Maraisa) (2020) - Patroas 35% (з Maiara & Maraisa) (2021) |